# Menü (Computer)

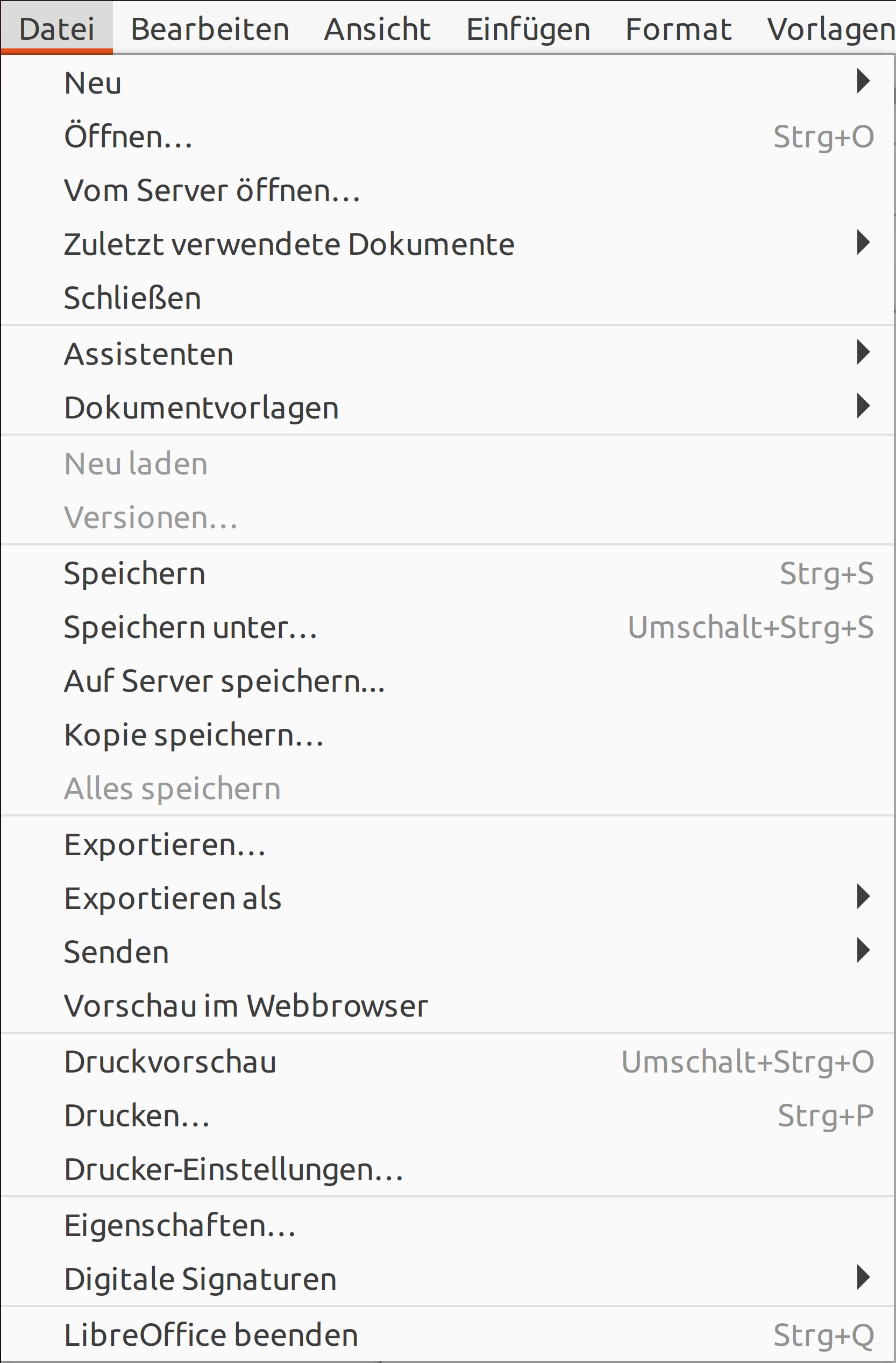
Beispiel eines Menüs als Teil einer Menüleiste einer grafischen Anwendung. Das Menü Datei ist aktiviert und „ausgeklappt“ oder „ausgerollt“. Daneben sind die Menüs Bearbeiten, Ansicht und Einfügen usw. in der Menüleiste aufgereiht.

Ein Menü ist ein Steuerelement und eine Form der interaktiven Benutzerführung bei Computerprogrammen mit grafischer, zeichenorientierter oder seltener sprachorientierter Benutzeroberfläche (GUI, TUI bzw. VUI), worüber eine Option aus einem Angebot von Funktionen, Routinen oder Unterprogrammen auswählbar ist und die ausgewählte Option anschließend auch abgerufen wird; daher der aus dem englischen Begriff menu für Speisekarte abgeleitete Name.
Menüleisten fassen Menüs zusammen, zumeist horizontal in Leserichtung hintereinander.
Menus und Menüleisten sind heute Standard der Common User Access.

## Grafische Benutzeroberfläche
Menüs sind in der Regel hierarchisch in Menüleisten am Fensterrand zusammengefasst, die die Befehle unter Schlüsselbegriffen oder -symbolen zusammenfassen. Werden diese Begriffe angewählt, öffnet sich eine Liste, das Dropout-Menü mit den zugehörigen Menüpunkten, die dann Kommandos (Programme, Module, Aktionen des Programms) auslösen. Spezielle Untermenüpunkte führen keine Funktion direkt aus, sondern öffnen eine weitere Menüebene, als weiteres Dropout, als Pop-up-Menü oder als Dialogfenster.
Oft sind die für den Anwender wichtigsten Funktionen aufgeführt, die das entsprechende Betriebssystem oder Anwendungsprogramm bietet. Eine Variante ist eine Leiste mit Icons, die Symbolleiste, die weniger für hierarchische Auswahl, sondern direkte Kommandos konzipiert ist. Mischformen sind üblich, zum Beispiel Drop-outs aus Icons, Menülisten mit Icon oder Text.
In der Beschriftung einer Option kann ein einzelner Buchstabe als Merkhilfe (Mnemonic) durch Unterstreichung hervorgehoben und für die schnelle Auswahl mittels Tastatur verwendet werden (z. B.: Datei). Zudem ist es möglich, einer Option ein Tastenkürzel zuzuweisen, welches hinter der Beschriftung angezeigt wird und ebenfalls eine schnelle Auswahl via Tastatur ermöglicht (z. B.: Strg+C für Kopieren).

### Grundlegende Menüs

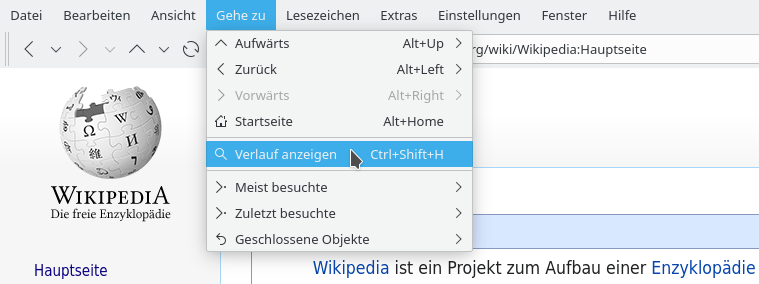
Ausgeklapptes Menü „Gehe zu“ unter Konqueror.

Auf Anwendungsebene haben sich für die grundlegenden Programmfunktionen einige typische Menüs als Standard etabliert, sind meist direkt unter der Titelzeile in der Menüzeile angeordnet und haben in der Regel immer dieselbe Reihenfolge:
„Datei“ – „Bearbeiten“ – „Ansicht“ – (programmspezifische Menüs) – Extras/Optionen – „Hilfe“

- Datei (Linux, Microsoft) / Ablage (Apple): Grundfunktionen wie Öffnen und Speichern von Dateien, Drucken, Beenden der Anwendung selbst
- Bearbeiten: Rückgängig/Wiederherstellen, Kopieren und Einfügen, Auswahl/Markieren, Funktionen, die sich auf die markierten Inhalte des Programmfensters beziehen, meist auch Suchfunktionen
- Ansicht (Linux, Microsoft) / Darstellung (Apple): Zoom (Maßstab), Aktualisieren, Vollbild und Ähnliches
- Extras/Optionen/Einstellungen: Ein Menü über die Programmkonfiguration, sonstige Programmfunktionen
- Hilfe: Hilfeseite und/oder Onlinehilfe, Versionsinformation („über“), Aktualisierung

Dann finden sich noch zahlreich spezifische Menüs je nach Sparte der Anwendung, etwa Formatmenüs in der Textverarbeitung, Lesezeichen / Favoriten bei Webbrowsern und entsprechendes.
Auf dem Desktop sind die Menüs der Taskleiste, der grundlegenden Symbol- und Statusleiste verbreitet, insbesondere ein Programmmenü, das bei Windows-Systemen Startmenü genannt wird.

### Untermenüs

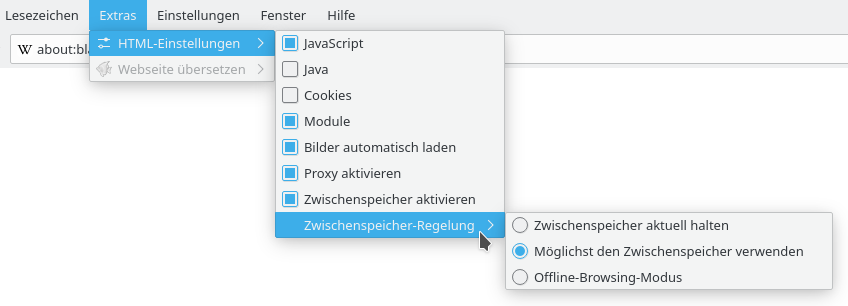
Beispiel für Menü mit ausgeklapptem Untermenü.

Ein Untermenü ist ein Begriff, der verwendet wird, um ein Menü zu beschreiben, das in einem anderen Menü enthalten ist. Beispielsweise wird in den meisten Programmen ein Untermenü häufig durch einen kleinen Pfeil gekennzeichnet, der am Rand der Option nach rechts zeigt. Benutzer, die über die Tastatur in einem Menü navigieren, können durch Drücken der rechten Pfeiltaste auf ein Untermenü zugreifen oder das Untermenü durch Drücken der linken Pfeiltaste reduzieren.

### Weitere Menüarten

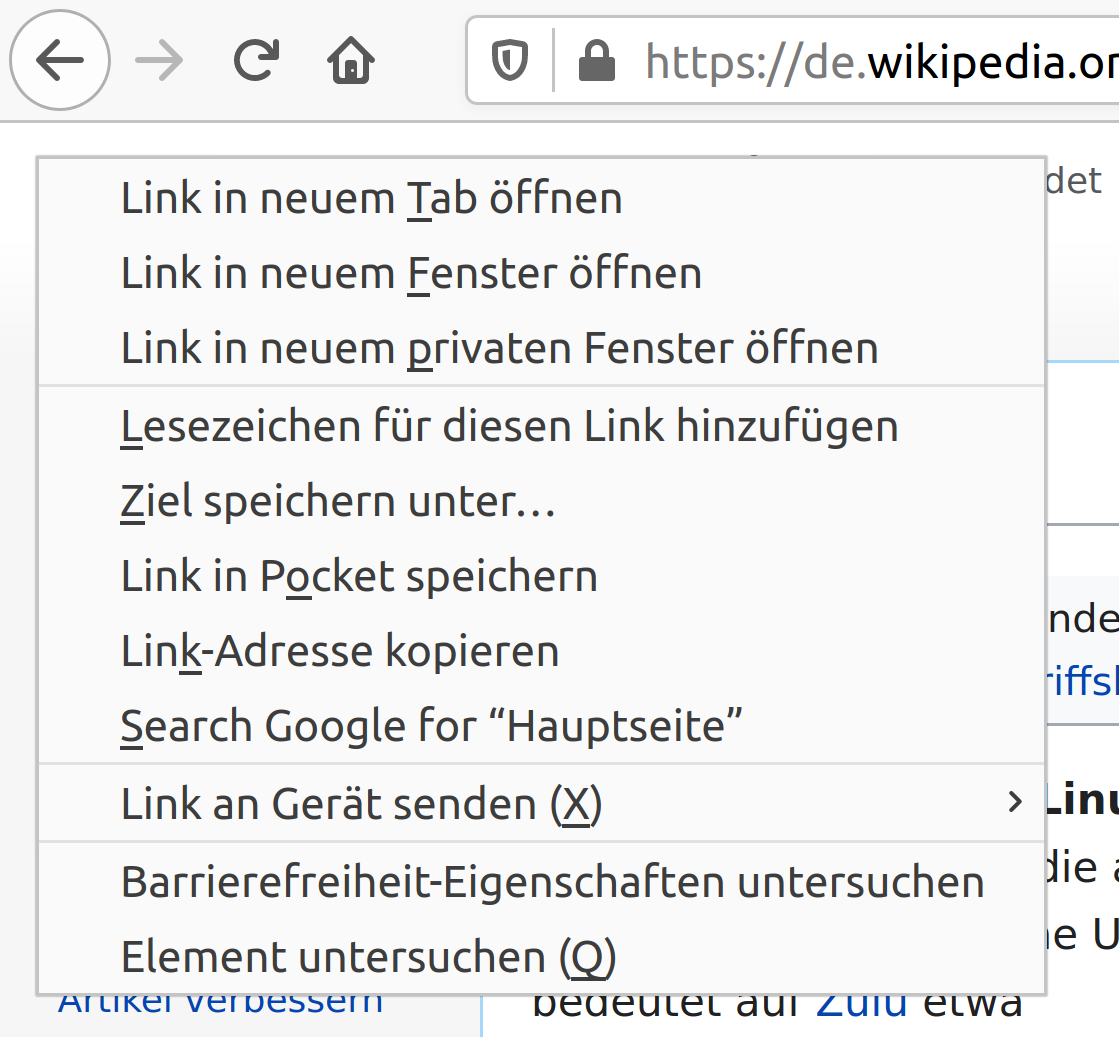
Kontextmenü von Mozilla Firefox im Kontext einer Webseite

- Kontextmenü von Mozilla Firefox im Kontext einer WebseiteKontextmenü: ein Menü mit einer vom Ort des Maus-Rechtsklicks abhängigen Bestückung an Menüpunkten
- Tortenmenü: kreisförmige Anordnung der Menüpunkte
- Hamburger-Menü-Icon: Ein Icon, das die komplette Menüstruktur eines Programmes enthält und üblicherweise die Menüleiste ersetzt.

### Verwendung angehängter Auslassungspunkte
In Menüfunktionen oder Schaltflächen bedeuten angehängte Auslassungspunkte, dass bei Anwahl ein weiterer Dialog folgt, in dem der Anwender weitere Eingaben machen kann oder muss. Fehlt die Ellipse, dann ist die Funktion mit der Anwahl schon ausgeführt.
- „Speichern“ – es wird ohne weitere Eingabe die geöffnete Datei überschrieben.
- „Speichern unter…“ – im folgenden Dialog kann z. B. ein anderer Speicherort bzw. Dateiname oder ein anderes Dateiformat gewählt werden.

## Zeichenorientierte Benutzeroberfläche

Beispiel eines einfachen Menüs für zeichenorientierte Benutzeroberfläche aus dem Jahre 1987 (Auswahl durch Eingabe einer oder zwei Ziffern)

Variante (Auswahl über Cursortasten bzw. Maus)

Bei einer zeichenorientierten Benutzeroberfläche besteht die einfachste Realisierung eines Menüs in der Anzeige einer Liste von Auswahlmöglichkeiten, denen jeweils ein Kürzel (Ziffer, Zahl oder Buchstabe) zugeordnet ist. Die Auswahl des gewünschten Menüpunktes erfolgt durch Eingabe des entsprechenden Kürzels.
Eine anspruchsvollere Umsetzung erlaubt eine Navigation durch die Menüpunkte mit Hilfe der Cursortasten oder der Maus, gegebenenfalls in zwei Dimensionen, wobei Menüpunkte erscheinen bzw. verschwinden. Das Verhalten entspricht damit der bei grafische Benutzeroberflächen üblichen Lösung. Der aktuelle Menüpunkt wird hervorgehoben dargestellt und kann durch Drücken der Enter-Taste ausgewählt werden.

## Programmierung

### C#
Das folgende Beispiel in der Programmiersprache C# zeigt die Implementierung eines Hauptfensters mit einer Menüleiste, die Menüs und ein Untermenü beinhaltet. Das Klick-Ereignis der Menüelemente des Untermenüs ist mit einer Ereignisbehandlungsroutine verknüpft, die ein neues Fenster als modaler Dialog öffnet (siehe Ereignis).
```
using
 
System.Windows.Forms
;

public
 
class
 
MainForm
 
:
 
System
.
Windows
.
Forms
.
Form

{

	
private
 
System
.
Windows
.
Forms
.
MenuStrip
 
mainMenuStrip
;

	

	
private
 
System
.
Windows
.
Forms
.
ToolStripMenuItem
 
fileToolStripMenuItem
,
 
editToolStripMenuItem
,
 
imageToolStripMenuItem
,
 
optionsToolStripMenuItem
,
 
viewToolStripMenuItem
,
 
helpToolStripMenuItem
;

	
private
 
System
.
Windows
.
Forms
.
ToolStripMenuItem
 
openToolStripMenuItem
;

	
private
 
System
.
Windows
.
Forms
.
ToolStripMenuItem
 
slideshowToolStripMenuItem
;

	
private
 
System
.
Windows
.
Forms
.
ToolStripMenuItem
 
searchFilesToolStripMenuItem
;

	

	
// Konstruktor des MainForms.

	
public
 
MainForm
()

	
{

		
InitializeMenuStrip
();

	
}

	

	
// Startet die Anwendung und erzeugt das MainForm durch Aufruf des Konstruktors.

    
public
 
static
 
void
 
Main
()

    
{

        
Application
.
Run
(
new
 
MainForm
());

    
}

	

	
// Initialisiert die Menüleiste.

	
private
 
void
 
InitializeMenuStrip
()

	
{

		
// Erzeugt die Menüleiste, die Menüelemente und die Untermenüelemente durch Aufruf der Standardkonstruktoren.

		

		
mainMenuStrip
 
=
 
new
 
System
.
Windows
.
Forms
.
MenuStrip
();
 
// Menüleiste

		

		
fileToolStripMenuItem
 
=
 
new
 
System
.
Windows
.
Forms
.
ToolStripMenuItem
();
 
// Menüelement

		

		
openToolStripMenuItem
 
=
 
new
 
System
.
Windows
.
Forms
.
ToolStripMenuItem
();
 
// Untermenüelement

		
slideshowToolStripMenuItem
 
=
 
new
 
System
.
Windows
.
Forms
.
ToolStripMenuItem
();
 
// Untermenüelement

		
searchFilesToolStripMenuItem
 
=
 
new
 
System
.
Windows
.
Forms
.
ToolStripMenuItem
();
 
// Untermenüelement

		

		
editToolStripMenuItem
 
=
 
new
 
System
.
Windows
.
Forms
.
ToolStripMenuItem
();
 
// Menüelement

		
imageToolStripMenuItem
 
=
 
new
 
System
.
Windows
.
Forms
.
ToolStripMenuItem
();
 
// Menüelement

		
optionsToolStripMenuItem
 
=
 
new
 
System
.
Windows
.
Forms
.
ToolStripMenuItem
();
 
// Menüelement

		
viewToolStripMenuItem
 
=
 
new
 
System
.
Windows
.
Forms
.
ToolStripMenuItem
();
 
// Menüelement

		
helpToolStripMenuItem
 
=
 
new
 
System
.
Windows
.
Forms
.
ToolStripMenuItem
();
 
// Menüelement

		

		
SuspendLayout
();

		

		
mainMenuStrip
.
SuspendLayout
();

		
// Fügt der Menüleiste die Menüelemente als Array hinzu.

		
mainMenuStrip
.
Items
.
AddRange
(
new
 
System
.
Windows
.
Forms
.
ToolStripItem
[]
 
{
 
fileToolStripMenuItem
,
 
editToolStripMenuItem
,
 
imageToolStripMenuItem
,
 
optionsToolStripMenuItem
,
 
viewToolStripMenuItem
,
 
helpToolStripMenuItem
 
});

		

		
fileToolStripMenuItem
.
Text
 
=
 
"File"
;

		
// Fügt dem Menüelement mit der Beschriftung "File" die Untermenüelemente als Array hinzu.

		
fileToolStripMenuItem
.
DropDownItems
.
AddRange
(
new
 
System
.
Windows
.
Forms
.
ToolStripItem
[]
 
{
 
openToolStripMenuItem
,
 
slideshowToolStripMenuItem
,
 
searchFilesToolStripMenuItem
 
});

		

		
openToolStripMenuItem
.
Text
 
=
 
"Open"
;

		
slideshowToolStripMenuItem
.
Text
 
=
 
"Slideshow"
;

		
searchFilesToolStripMenuItem
.
Text
 
=
 
"Search files"
;

		

		
editToolStripMenuItem
.
Text
 
=
 
"Edit"
;

		
imageToolStripMenuItem
.
Text
 
=
 
"Image"
;

		
optionsToolStripMenuItem
.
Text
 
=
 
"Options"
;

		
viewToolStripMenuItem
.
Text
 
=
 
"View"
;

		
helpToolStripMenuItem
.
Text
 
=
 
"Help"
;

		

		
Controls
.
Add
(
mainMenuStrip
);
 
// Fügt die Menüleiste dem Hauptfenster hinzu.

		
Text
 
=
 
"Menus example"
;
 
// Setzt die Beschriftung des Hauptfensters.

		

		
mainMenuStrip
.
ResumeLayout
(
false
);

		
mainMenuStrip
.
PerformLayout
();

		

		
ResumeLayout
(
false
);

		
PerformLayout
();

		

		
// Diese foreach Schleife verknüpft die Ereignisbehandlungsmethode mit dem Klick-Ereignis der Untermenüelemente.

		
foreach
 
(
ToolStripMenuItem
 
toolStripMenuItem
 
in
 
fileToolStripMenuItem
.
DropDownItems
)

		
{

			
toolStripMenuItem
.
Click
 
+=
 
new
 
System
.
EventHandler
(
ToolStripMenuItem_Clicked
);

		
}

	
}

	

	
// Diese Methode wird aufgerufen, wenn der Benutzer auf ein Menüelement des Dropdown Menüs klickt.

	
private
 
void
 
ToolStripMenuItem_Clicked
(
object
 
sender
,
 
System
.
EventArgs
 
e
)

	
{

		
Form
 
newForm
 
=
 
new
 
Form
();
 
// Erzeugt ein neues Fenster durch Aufruf des Standardkonstruktors.

		
ToolStripMenuItem
 
toolStripMenuItem
 
=
 
(
ToolStripMenuItem
)
 
sender
;
 
// Typumwandlung der Variable sender vom Typ object in den abgeleiteten Typ ToolStripMenuItem

		
newForm
.
Text
 
=
 
toolStripMenuItem
.
Text
;
 
// Setzt die Beschriftung des Fensters gleich der Beschriftung des Menüelements.

		
newForm
.
ShowDialog
();
 
// Zeigt das Fenster als modaler Dialog an.

	
}

}

```